# Рамалданов, Расим Асадулла оглы
Расим Асадулла оглы Рамалданов (азерб. Ramaldanov Rasim Əsədulla oğlu, 24 января 1986, Баку) — азербайджанский футболист, защитник. Выступал в национальной сборной Азербайджана.

## Биография
Расим Рамалданов является воспитанником закатальской школы футбола. Женат.

### Клубная карьера
Профессиональную карьеру футболиста начал в 2008 году в клубе азербайджанской премьер-лиги «Симург», из города Закаталы, где выступал до 2013 года. В 2013 году перешёл в другой клуб Премьер-лиги — «Хазар-Ленкорань».
2 июля 2013 года провел свою первую игру в Лиге Европы УЕФА, будучи игроком клуба «Хазар-Ленкорань». Ленкоранский клуб, в первом матче первого отборочного раунда Лиги Европы в выездном матче встречался с мальтийским клубом «Слима Уондерерс», завершившимся вничью 1:1. При этом Расим Рамалданов вышел на поле на 66 минуте матча.

### Сборная Азербайджана
Дебютировал в составе национальной сборной Азербайджана 14 ноября 2012 года в Баку, в отборочном матче чемпионата мира против сборной Северной Ирландии, завершившейся вничью 1:1.

## Достижения
- 2013 год — обладатель Суперкубка Азербайджана в составе ФК «Хазар-Ленкорань».
- 17 декабря 2013 года был объявлен со стороны АФФА победителем в номинации «Футболист, проведший больше всего игр (13) в 2013 году за национальную сборную Азербайджана».[7][8]